# Konrad I. (Nürnberg)

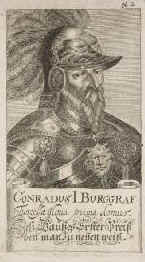
Konrad I. von Nürnberg

Konrad I. von Nürnberg (auch Konrad I. von Zollern), genannt der Fromme (* um 1186; † um 1260/1261) stammte aus dem Haus Hohenzollern und war Burggraf der mittelalterlichen Burggrafschaft Nürnberg.

## Leben
Konrad war der Sohn von Burggraf Friedrich I. von Nürnberg (ursprünglich Graf Friedrich III. von Zollern), dem ersten Nürnberger Burggrafen der Hohenzollern, und dessen Frau Sophia von Raabs († ca. 1218). Als Graf von Zollern zählt er als Konrad I., in der Abfolge der Burggrafen zählt er nach seinem Großvater (mütterlicherseits) als Konrad III.
Nach dem Tod des Vaters um 1200 wurde zunächst Konrads jüngerer Bruder, Friedrich II., Burggraf. Als 1218 (1214 ?) der zollerische Hausbesitz neu aufgeteilt wurde, übergab Konrad seinem Bruder Friedrich die Grafschaft Zollern und erhielt die fränkischen Besitzungen mit dem Burggrafenamt. Dort machte er sich bald daran, seine Herrschaft auszudehnen, wobei ihm seine stauferfreundliche Politik während des welfisch-staufischen Kampfes um die Königskrone entgegenkam. Dem späteren Kaiser Friedrich II. war daran gelegen, Nürnberg zu einem verlässlichen Stützpunkt auszubauen, so dass er dem Marktort unter der Burg 1219 einen Großen Freiheitsbrief zugestand. Während Konrad als Burggraf die militärische Sicherung übernahm, konnten die Bürger in inneren Angelegenheiten zunehmend Autonomie erlangen. 
Konrad nahm an der Reichsversammlung in Worms im Frühjahr 1231 unter König Heinrich (VII.) teil, auf der unter anderem das sogenannte Statutum in favorem principum erlassen wurde. Konrad hielt in der Folgezeit zu Kaiser Friedrich II., auch als dieser gebannt wurde. Sein Tod 1250 war auch für die Hohenzollern ein schwerer Schlag, da ihnen nunmehr eine Stütze gegen den übrigen fränkischen Adel fehlte. In Fehden mit den Nachbarn war es Konrad aber immerhin gelungen, Teile des Pegnitztals und den Rangau um Ansbach für sich zu sichern.

## Nachkommen
Konrad I. war mit Adelheid von Frontenhausen verheiratet und hatte mit ihr zwei Söhne und drei Töchter:
- Friedrich III. von Nürnberg, Burggraf von Nürnberg
- Konrad II. (um 1220–1314), gen. der Fromme
- Adelheid, † 1304, verheiratet mit Rapoto III., Pfalzgraf von Bayern, † 1248
- Sofie, verheiratet mit Marquard I. von Heydeck, † 1278
- Justine, verheiratet mit Herzog Nikolaus I. von Schlesien-Troppau, † 1313/18